# Сил (река)
Вижте пояснителната страница за други значения на Сил.
Сил (Тюленова река) (на английски: Seal River) е река в централната част на Канада, северната част на провинция Манитоба, вливаща се в залива Батън, западната част Хъдсъновия залив. Дължината ѝ от около 500 км, заедно с река Саут Сил ѝ отрежда 67-о място сред реките на Канада. Дължината само на река Сил е 260 км.
Река Сил изтича от североизточния ъгъл на езерото Шетаней (232 м н.в.), разположено в северната част на провинция Манитоба. В западната част на езерото се вливат двете съставящи реки на Сил — Норт Сил (около 200 км), течаща от запад на изток през езерата Егенолф, Стони Лейк и др. и Саут Сил (около 240 км), течаща от югозапад на североизток през езерата Биг Санд, Чипеун, Тадул и др. След изтичането си от езерото Шетаней Сил тече в източна посока, получава отляво притоците си Улвърин (протичаща през езерата Баралзон и Неджанилини) и Биг Спрус и се влива чрез делта в залива Батън (най-западната част на Хъдсъновия залив, на 50 км северозападно от град Чърчил (в устието на река Чърчил.
Водосборният басейн на Сил възлиза на 46 485 км2, като на север граничи с водосборния басейн на река Тлевиаза, а на юг и запад — с водосборния басейн на река Чърчил. Малък участък от северната част от басейна на реката попада в територия Нунавут.
Река Сил е една от малкото реки в провинция Манитоба, която не е преградена с язовирни стени и изградени по тях ВЕЦ-ове. Природата в басейна ѝ е все още девствена и предлага идеални условия за туризъм.
Реката е открита от търговския агент на „Компанията Хъдсън Бей“ Самюъл Хиърн през 1770 г..